# Kallé Soné
Soné Masué Kallé (Limbe, 5 december 1982) is een Kameroens voormalig profvoetballer die als aanvaller speelde.

## Loopbaan
In Kameroen speelde hij voor Golden Soap uit Kumba, de l'École de Football des Brasseries du Cameroun (EFBC) in Douala en Victoria United uit Limbé. Soné werd als 14-jarige door Vitesse gescout en samen met Émile Mbamba en Job Komol naar Nederland gehaald om in de jeugdopleiding van Vitesse te spelen. Soné maakte als aanvaller indruk en scoorde in de jeugd aan de lopende band. In het seizoen 2001/2002 scoorde Soné 25 doelpunten voor Jong Vitesse en won de beker voor junioren. Door zijn goede spel maakte Soné voor aanvang van het seizoen 2002/2003 de overstap naar het eerste elftal van Vitesse.
Soné zou uiteindelijk 12 wedstrijden dat seizoen spelen waarin hij 3 doelpunten maakte. Echter hét moment waar Sone aan herinnerd wordt is de gemiste kans op de gelijkmaker van Vitesse in de UEFA Cup-wedstrijd tegen Liverpool op 28 november 2002. Doordat Sone pas in 2002 werd ingeschreven bij de gemeente bezat de aanvaller in 2003 geen paspoort en papieren, waardoor Vitesse hem als niet-Europese speler niet meer kon betalen, aangezien spelers zonder een Europees paspoort in Nederland volgens de wet minimaal €400.000,- moeten verdienen.
Via een korte periode in Israël en zijn vaderland belandde Soné in 2006 in Roemenië. Na eerst gevoetbald te hebben bij Unirea Urziceni en FCM Câmpina vertrok Sone in 2007 naar tweedeklasser CS Otopeni. De spits speelde in zijn eerste seizoen bij de club zijn eerste volwaardige seizoen in de basis in zijn carrière tot nu toe. Met 16 doelpunten in 32 wedstrijden had Soné een belangrijk aandeel in de tweede plaats en tevens promotie van de club naar de hoogste afdeling van Roemenië. Voor het seizoen 2010/11 werd hij gecontracteerd door Universitatea Cluj. In augustus 2010 werd hij door die club vanwege visum- en fitheidsproblemen weer terugverhuurd aan Otopeni.
In december 2011 tekende hij na een stage bij Sarawak FA in Maleisië voor het seizoen 2012. Hij speelde de voorbereiding en nadat hij begin januari één officiële wedstrijd gespeeld had, waarin hij ook scoorde, werd zijn plaats in het team vanwege een blessure ingenomen door de Kroaat Vedran Muratović. Hij bleef actief bij de club maar keerde niet terug bij het team. In 2013 speelde Soné voor Kuala Lumpur FA. In 2014 had hij geen club en in het seizoen 2015 speelt hij wederom voor Kuala Lumpur FA.
Vanaf 2018 speelde hij in de Verenigde Staten voor Fort Worth Vaqueros FC in de National Premier Soccer League (NPSL). Hij werd opgenomen in het elftal van het jaar van de NPSL 2018. In 2020 werd hij assistent-coach bij Fort Worth.

## Carrière
| seizoen | club                  | competitie                     | wed. | goals |
| ------- | --------------------- | ------------------------------ | ---- | ----- |
| 2002/03 | Vitesse               | Eredivisie                     | 12   | 3     |
| 2003/04 | Vitesse               | Eredivisie                     | 0    | 0     |
| 2004/05 | Hapoel Nazareth Illit | Ligat Ha'Al                    | 3    | 1     |
| 2005    | Kumba Lakers          | Tournoi Inter Poules           | ?    | 6     |
| 2006/07 | Unirea Urziceni       | Liga 1                         | 6    | 0     |
|         | FCM Câmpina           | Liga 3                         | 17   | 7     |
| 2007/08 | CS Otopeni            | Liga 2                         | 32   | 16    |
| 2008/09 | CS Otopeni            | Liga 1                         | 15   | 1     |
| 2009/10 | CS Otopeni            | Liga 2                         | 13   | 12    |
| 2010/11 | CS Otopeni            | Liga 2                         | 7    | 1     |
| 2012    | Sarawak FA            | Liga Super Malaysia            | 1    | 1     |
| 2013    | Kuala Lumpur FA       | Liga Super Malaysia            | 9    | 3     |
| 2015    | Kuala Lumpur FA       | Liga Super Malaysia            | 12   | 4     |
| 2018/19 | Fort Worth Vaqueros   | National Premier Soccer League |      |       |